# Castello di Markree
Il castello di Markree (in inglese, Markree Castle) è un castello presso Collooney, nella Contea di Sligo, in Irlanda, da circa 350 anni proprietà della famiglia Cooper.
Nel 1834 qui fu installato un telescopio astronomico ad opera di Edward Joshua Cooper, importante per la definizione del catalogo di Markree (Catalogue of Stars Near the Ecliptic Observed at Markree), contenente oltre 60000 stelle. Con Cooper lavorò inoltre Andrew Graham, che qui scoprì l'asteroide 9 Metis, ancora oggi l'unico scoperto in Irlanda.

## Galleria d'immagini

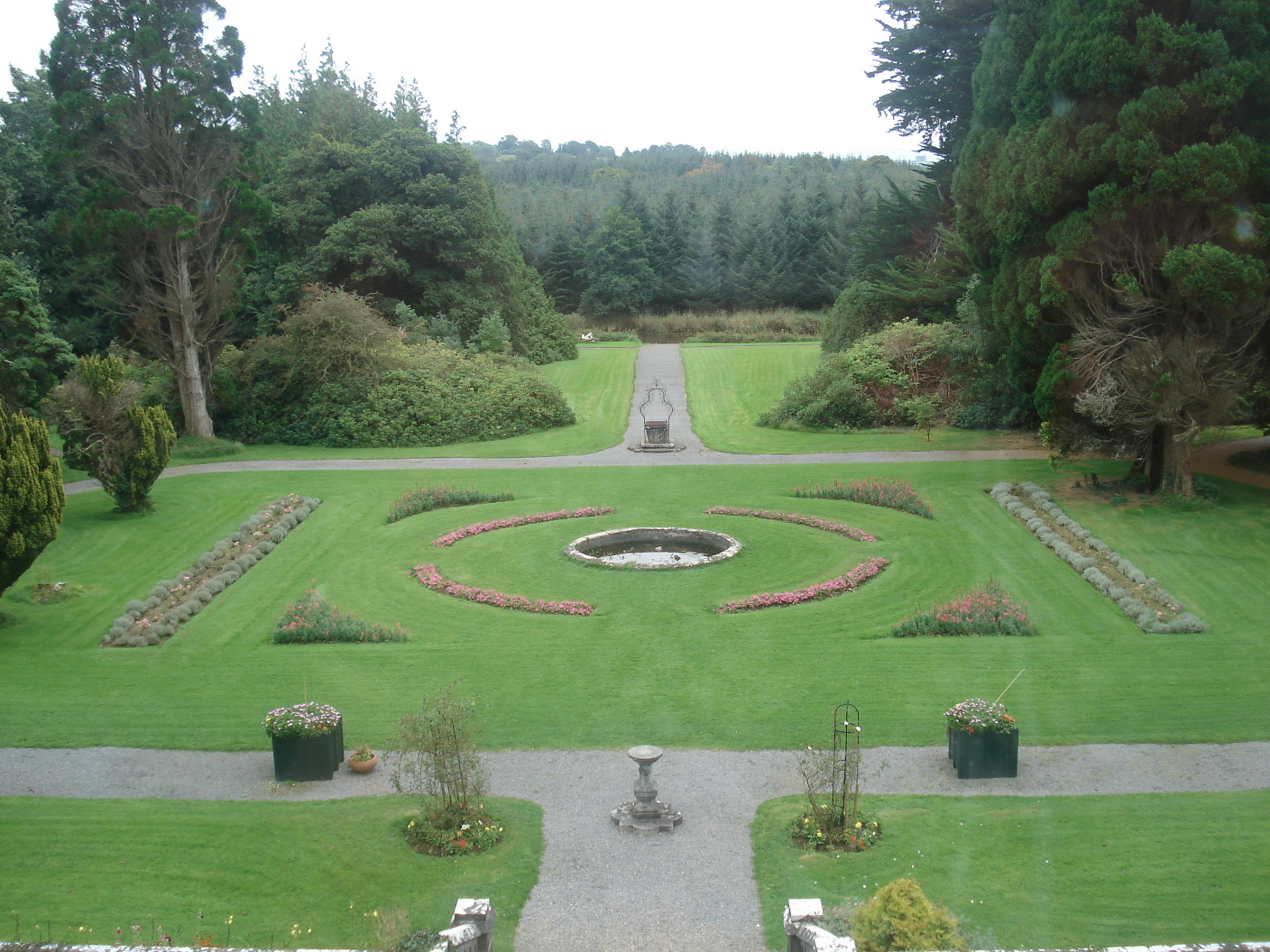
Il giardino del castello
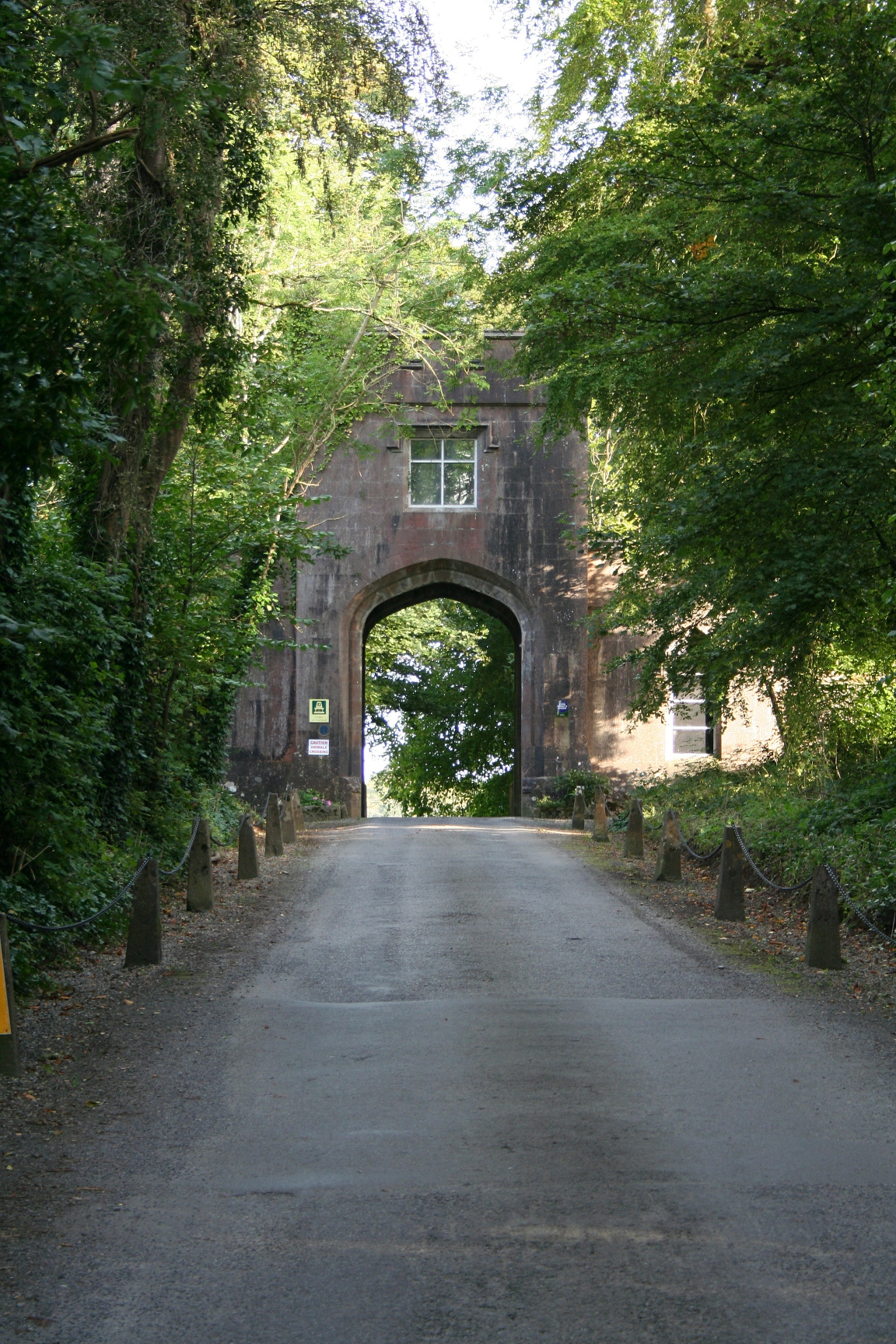
L'arco d'ingresso al castello
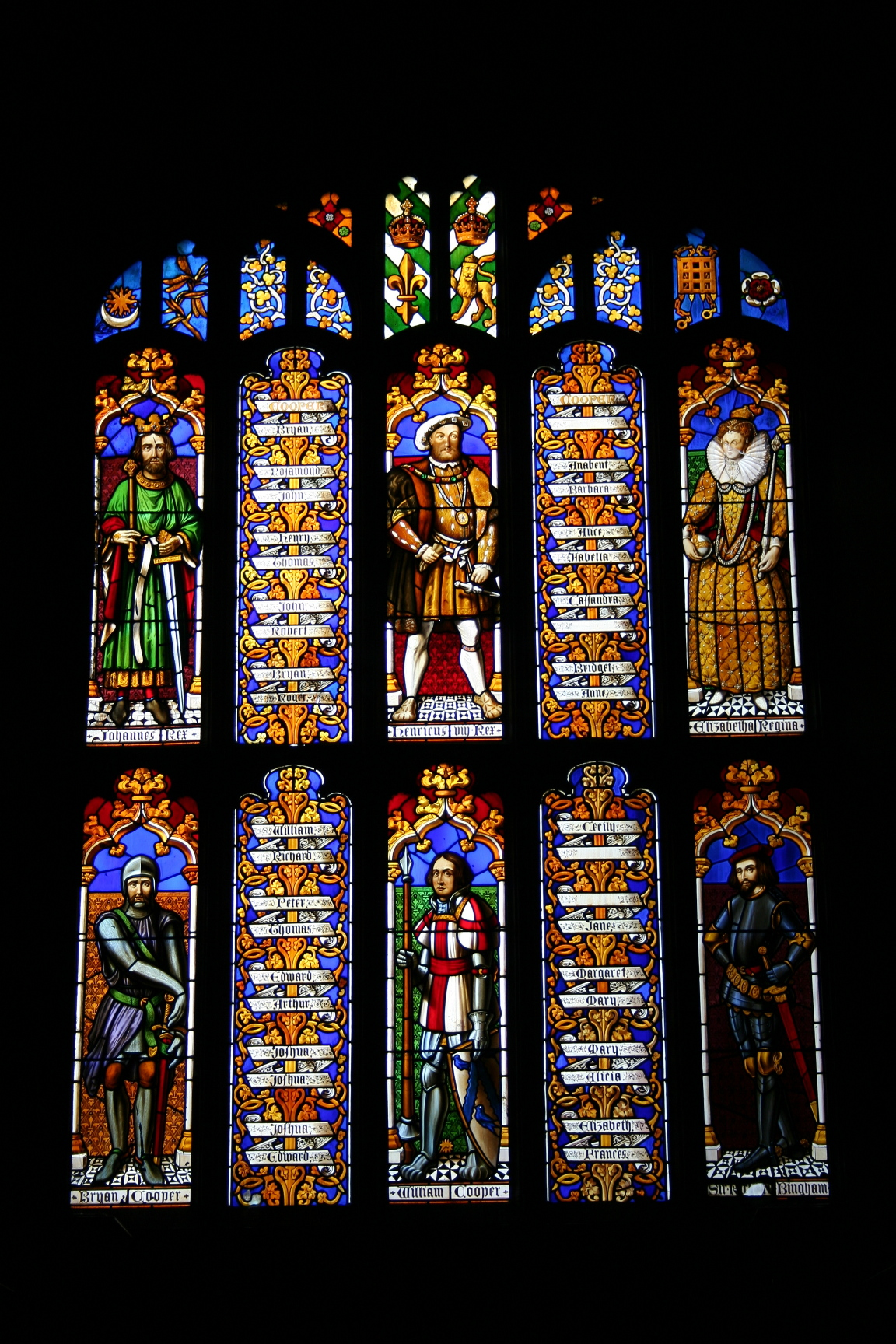
Vetrata con l'albero genealogico della famiglia Cooper